# Acacia biglandulosa
Acacia biglandulosa é uma espécie de leguminosa do gênero Acacia, pertencente à família Fabaceae.